# 愛知県衛生研究所

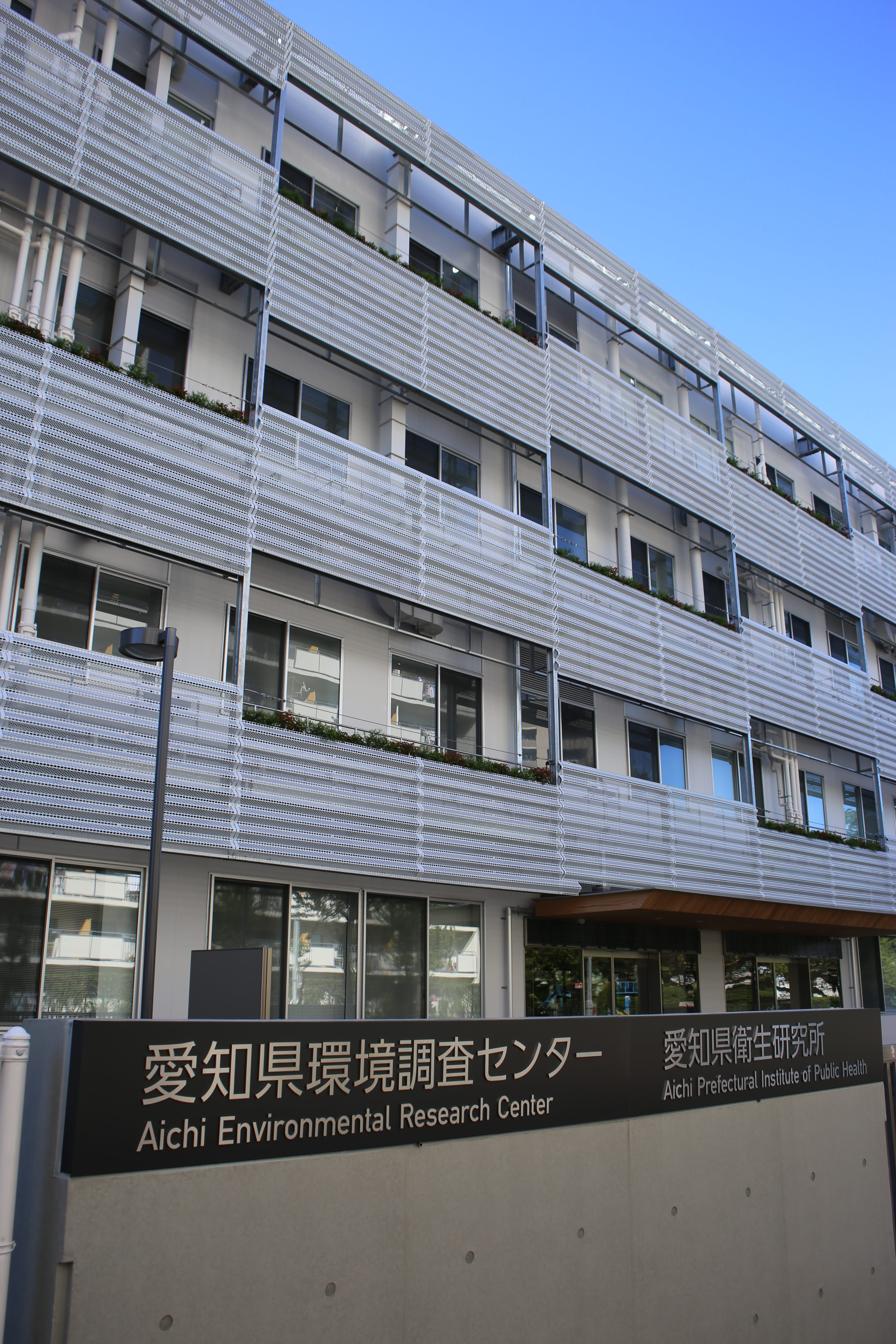
愛知県衛生研究所

愛知県衛生研究所（あいちけんえいせいけんきゅうじょ）は、名古屋市北区辻町字流にある愛知県の研究所。

## 沿革
- 1880年（明治13年）12月 - 愛知県警察部衛生課設置[1]。同時に細菌研究所・衛生試験所が発足[1]。
- 1943年（昭和18年）4月 - 愛知県内政部に移管[1]。
- 1946年（昭和21年）
  - 4月 - 愛知県教育民生部に移管[1]。
  - 11月 - 愛知県衛生部が新設され、同時に同部に移管[1]。
- 1948年（昭和23年）
  - 4月1日 - 愛知県衛生研究所が成立（昭和23年3月25日付県告示第169号）[1]。
  - 10月 - 「愛知県衛生研究所設置に関する条例」公布[1]。所内機構として、庶務部・細菌部・化学部・食品部・病理部の5部を置く[1]。
  - 11月 - 名古屋市中区南外堀町6の1に、愛知県庁第1分庁舎として庁舎が竣工し、同所に移転する[1]。
- 1964年（昭和39年）
  - 4月 - 地方自治法第158条第6項にもとづく地方機関となる[1]。
  - 10月 - 名古屋市千種区田代町字鹿子殿81の1に新庁舎が竣工し、同所に移転する[1]。
- 1972年（昭和47年）4月 - 名古屋市北区辻町字流7の6に新庁舎が竣工し、同所に移転する[1]。
- 2008年（平成20年）4月 - 食品衛生研究所と統合される[1]。
- 2019年（平成31年）3月 - 新庁舎供用開始[1]。
- 2019年（令和元年）
  - 7月 - KYBによる検査データ不正問題に関連して、24基の制震ダンパーの性能確認工事を開始[2]。翌年3月まで[2]。
  - 8月 - 旧施設敷地の土壌に基準の10倍超の水銀、3.2倍の鉛を検出[3]。拡散防止のシートを覆い、掘削して汚染土を除去する[3]。
- 2020年（令和2年）
  - 1月30日 - 新型コロナウイルス感染症について、PCR法による検査実施態勢が整う[4]。生物学部ウイルス研究室の職員8人が専用の部屋で検査を行い、平日の業務時間外にも夜間や土日祝日も対応する方針としている[4]。
  - 4月 - 新庁舎全面供用開始[1]。
  - 4月11日 - 新型コロナウイルス感染症のPCR検査ミスが発生[5]。